# Guitar Idol
Guitar idol é um campeonato internacional de guitarristas.  Os competidores participam de 4 rounds entre si, e o prêmio aos finalistas é uma apresentação ao vivo em um grande festival musical em Londres.
A competição existe desde 2008.

## Vencedores
- 2008: Guitar Idol I - Gustavo Guerra, do Brasil.[1][3]
- 2009: Guitar Idol II - Jack Thammarat da Tailândia.[3]
- 2011: Guitar Idol III - Don Alder, do Canadá.[3]
- 2014: Guitar Idol IV - Andre Nieri, do Brasil.[4]